# کیتی هادسن (آلبوم)
کیِتی هادسن (به انگلیسی: Katy Hudson) نخستین آلبوم استودیویی کیتی پری، خوانندهٔ آمریکایی است که در گذشته با نام اصلیش، کیتی هادسن فعالیت می‌کرد. این آلبوم در ۶ مارس ۲۰۰۱ توسط رد هیل رکوردز منتشر شد. سبک آلبوم، راک مسیحی است که همراه با موسیقی آهنگ‌ها، فضای دوران کودکی و نوجوانی را به یاد می‌اندازد و نشان‌دهنده رابطه کیتی پری با خدا است.
از این آلبوم، دو تک آهنگ رادیویی منتشر شد و کیتی دو تور بزرگ را در سراسر ایالات متحده برگزار کرد. منتقدان نظرات مثبتی نسبت به کیتی و آلبومش دادند؛ آن‌ها ترانه‌سرایی وی را ستودند و بخاطر صدایش، او را بااستعداد دانستند. اما از لحاظ تجاری، این آلبوم یک شکست بزرگ بود؛ کمتر از ۲۰۰ نسخه از آلبوم به فروش رفت. برای همین، پس از ورشکستگی رد هیل رکوردز، پری سبک خود را تغییر داد و به موسیقی پاپ روی آورد. بخاطر شهرتی که کیتی بعدها کسب کرد، نسخه‌های این آلبوم دیگر پیدا نمی‌شد و کمیاب گشت.

## پیش‌زمینه و ضبط
کیتی که توسط دو روحانی پنتاکوستال بزرگ شده بود، خوانندگی را از کلیسا آغاز کرد. سرانجام، علاقهٔ او به موسیقی بیشتر شد و پس از چندین سفر به نشویل در ۱۵ سالگی، شروع به نوشتن و ضبط کردن نسخه‌های آزمایشی کرد. استعداد او توسط تهیه‌کنندگان نشویل کشف شد و او توانست با رد هیل رکوردز قرارداد ببندد. در یک مصاحبه، کیتی دربارهٔ ترانه‌سرایی برای آلبوم گفت:
| « | من وقتی شروع به نوشتن ترانه کردم که فهمیدم خواندن ترانهٔ دیگران بیشتر بیان احساسات دل آنهاست تا دل من. ترانه‌سرایی این آلبوم برای من بسیار مهم بود. من احساس کردم پیامی به من داده شده بود که قرار بود من آن را به زبان خودم بیان کنم. من می‌خواهم یک هنرمند باشم، نه کسی که تنها صدایش را روی سی‌دی ضبط می‌کند؛ و من نمی‌خواستم تنها به عنوان یک نوجوان که توانسته قرارداد ضبط موسیقی ببندد، نام برده شوم. | » |

هادسن آلبوم را با فضای تکرار شوندهٔ وجود خدا برای همه نوشت که یادآور همان جملهٔ «او بهترین دوست است همان که هرگز نمی‌گذارد [هیچ‌کس] غمگین باشد.» است. نخستین ترانه‌ای که او برای آلبوم ساخت، «به من اعتماد کن» بود. او همچنین در جلسه‌های آغازین ضبط گفت: «وقتی ما ضبط را شروع کردیم، به نظر می‌آمد که همگی همدیگر را می‌شناختند و من هیچ‌کس را نمی‌شناختم — این باعث شد من دوباره حس کنم که بچه‌ای تازه‌ام، درست مانند بزرگ شدن. من حتی دربارهٔ نواختن پنج آکوردی که به خوبی بلد بودم نیز احساس ترس می‌کردم.»

## ترکیب

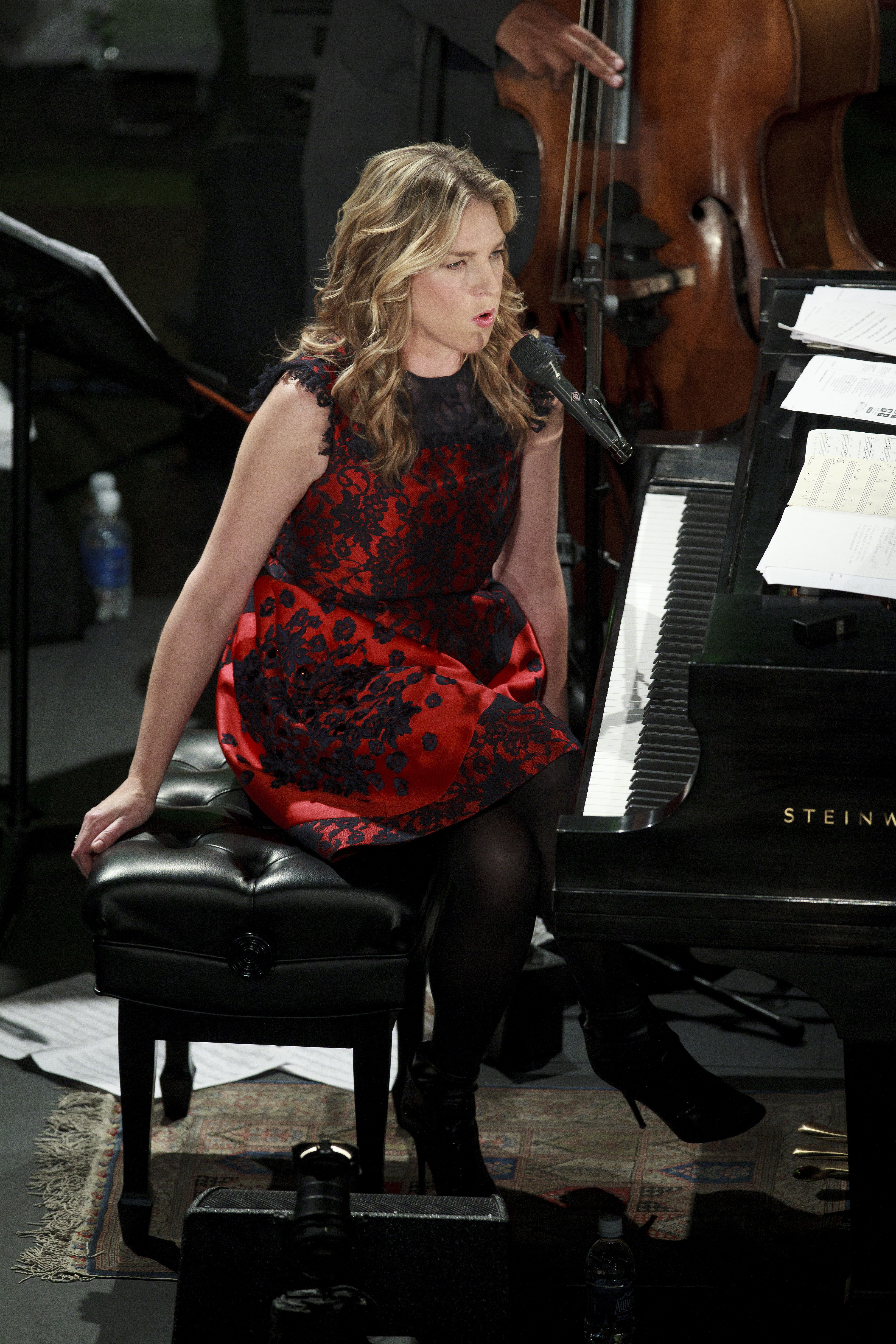
فیونا اپل (در تصویر) یکی از افرادی بود که پری برای این آلبوم از او ایده گرفت.

در کیتی هادسن، کیتی در حال کاوش و جستجو در راک مسیحی و مسیحی معاصر دیده می‌شد. در میان این سبک‌ها چیزهای دیگری که به عنوان جایگزین توصیف شده بود، تأثیرهای برجسته‌ای از پاپ راک و سافت راک بود. در هنگام مصاحبه‌ای با وب‌سایت رسمی‌اش، کیتی هنرمندانی همچون جاناتا بروک – که بعدها در ترانهٔ جنگت را انتخاب کن در آلبوم چهارمش در سال ۲۰۱۳ با او همکاری داشت – جنیفر نپ، دایانا کرال و فیونا اپل را به عنوان کسانی که در موسیقی از آن‌ها تأثیر گرفته نام برد.
ترانه‌های «به من اعتماد کن»، «به‌طور طبیعی» و «هیولای خود من» به عنوان بیان‌کننده «احساس تنهایی، ترس و شکی که اغلب نوجوانان دارند» نام برده شدند. نخستین ویژگی‌های «فراموش نشدنی» بر اساس «افکت‌های الکترونیکی» و «ریشه‌های راک خالص» بود. ترانه تهاجمی «سوراخ گوش»، مردمی را به تصویر می‌کشد که شیفتهٔ چیزهای مصرفی‌اند. در «سوراخ گوش»، هادسن می‌خواند: «خداوندا، کمکم کن حقیقت را ببینم/که تمام چیزی که نیاز دارم تو هستی.» ترانهٔ آخرین تماس زمانی توسط هادسن نوشته شد که مشغول خواندن کتاب آخرین تماس برای کمک: تغییر دادن آمریکای شمالی با هر بار یک نوجوان، نوشته داوسون مک‌آلیستر بود. از لحاظ موسیقی، هادسن بیشتر به سمت جاز رفته بود. او «دردهای در حال رشد» را سرودی برای کودکان و نوجوانان توصیف کرد، با توضیح اینکه جامعه معمولاً تصویر نادرستی از آن‌ها دارد و معمولاً آن‌ها را به عنوان کسانی که به خدا باور ندارند یا چیز زیادی دربارهٔ او نمی‌دانند، می‌بیند. ترانهٔ «تف» را هادسن زمانی که کلاس هشتم بود نوشت؛ این ترانه خطاب به ریاکاری و نفاقی است که او در مدرسه مسیحیت با آن مواجه شد.
«ایمان شکست نخواهد خورد» الهام گرفته از ایمانی بود که در بخش‌های مختلف انجیل از آن صحبت شده؛ در مورد ترانه «دنبال من بگرد» نیز پری گفت: «من در حال کشمکش با این واقعیت بودم که من مسئولیت زیادی دربارهٔ اینکه دیگران از کارهایی من می‌کنم و چیزهایی که می‌خوانم چگونه تحت تأثیر قرار می‌گیرند، خواهم داشت. من نمی‌خواهم طوری صحبت کنم که انگار همه چیز خوب است وقتی نیست. من می‌خواهم حقیقت را بیان کنم، ولی همچنان به مردم امید دهم.» آلبوم با ترانهٔ وقتی دیگر «چیزی نمانده به پایان می‌رسد» که به عنوان «متن عاشقانه‌ای واضح و مختصر برای خدا» توصیف شده‌است.

## انتشار و پخش
ترانه «به من اعتماد کن» پیش از آلبوم منتشر شد و در فوریه ۲۰۰۱ از رادیوها پخش می‌شد.کیتی هادسن در ۸ فوریه ۲۰۰۱ بر روی نوار کاست، و بعدتر در ۶ مارس ۲۰۰۱ بر روی سی‌دی منتشر شد، با اینکه تاریخ انتشار آن معمولاً به اشتباه ۲۳ اکتبر ۲۰۰۱ نوشته شده‌است. ترانه «دنبال من بگرد» نیز در ژوئن ۲۰۰۱ منتشر شد. همچنین فروشگاه آنلاین کیتی هادسن محصولات مختلفی که به هادسن مربوط می‌شدند، مانند تی‌شرت، گردنبند و پوستر عرضه می‌کرد. کیتی توری را به همراه فیل جول، گروه ارث‌سوت و وینا را آغاز کرد. او همچنین تور تبلیغاتی تک‌نفره‌ای را برای آلبوم کیتی هادسن در سراسر آمریکا برگزار کرد. این تور در ۶ سپتامبر ۲۰۰۱ در تگزاس آغاز و در ۱۸ نوامبر همان سال در ویرجینیا به پایان رسید و شامل ۴۶ اجرا بود.
| تاریخ‌های تور تبلیغاتی کیتی هادسن | تاریخ‌های تور تبلیغاتی کیتی هادسن | تاریخ‌های تور تبلیغاتی کیتی هادسن | تاریخ‌های تور تبلیغاتی کیتی هادسن  |
| تاریخ                            | شهر                              | کشور                             | مکان                              |
| -------------------------------- | -------------------------------- | -------------------------------- | --------------------------------- |
| آمریکای شمالی                    |                                  |                                  |                                   |
| ۶ سپتامبر، ۲۰۰۱                  | شرمن                             | ایالات متحده                     | کالج آستین آدیتوریوم              |
| ۷ سپتامبر، ۲۰۰۱                  | سان آنتونیو                      | ایالات متحده                     | دانشگاه یونایتد متودیست چرچ       |
| ۸ سپتامبر، ۲۰۰۱                  | ابیلین                           | ایالات متحده                     | دانشگاه هاردین-سیمونز             |
| ۹ سپتامبر، ۲۰۰۱                  | آستین                            | ایالات متحده                     | کلیسای وست‌لیک بایبل               |
| ۱۱ سپتامبر، ۲۰۰۱                 | ویچیتا فالز                      | ایالات متحده                     | تیاتر ویچیتا                      |
| ۱۳ سپتامبر، ۲۰۰۱                 | دالاس                            | ایالات متحده                     | دور                               |
| ۱۴ سپتامبر، ۲۰۰۱                 | نورمن                            | ایالات متحده                     | قهوه‌خانه کامن گراوند              |
| ۱۵ سپتامبر، ۲۰۰۱                 | هیوستون                          | ایالات متحده                     | فرست باپتیست چرچ-مترو وورشیپ      |
| ۱۶ سپتامبر، ۲۰۰۱                 | برایان                           | ایالات متحده                     | دیوار وی‌اف‌دبلیو                   |
| ۱۹ سپتامبر، ۲۰۰۱                 | لاباک                            | ایالات متحده                     | کلیسای باپتیست ایندیانا اونیو     |
| ۲۱ سپتامبر، ۲۰۰۱                 | بارتلزویل                        | ایالات متحده                     | کالج بارتلزویل وسلیان             |
| ۲۲ سپتامبر، ۲۰۰۱                 | سیلوام اسپرینگز                  | ایالات متحده                     | کلیسای جامع جی‌بی‌یو اوزارکس        |
| ۲۳ سپتامبر، ۲۰۰۱                 | جونزبرو                          | ایالات متحده                     | کلیسای فرست باپتیست               |
| ۲۶ سپتامبر، ۲۰۰۱                 | آرکادلپیا                        | ایالات متحده                     | دانشگاه اوچیتا باپتیست            |
| ۲۸ سپتامبر، ۲۰۰۱                 | گروو سیتی                        | ایالات متحده                     | کالج گروو سیتی (کافورد آدیتوریوم) |
| ۲۹ سپتامبر، ۲۰۰۱                 | گرانتهام                         | ایالات متحده                     | کالج مسیا (بروبیکر آدیتوریوم)     |
| ۳ اکتبر، ۲۰۰۱                    | ملیبو                            | ایالات متحده                     | دانشگاه پپردین                    |
| ۶ اکتبر، ۲۰۰۱                    | دیرفیلد                          | ایالات متحده                     | کالج ترینیتی                      |
| ۷ اکتبر، ۲۰۰۱                    | وست‌بروک                          | ایالات متحده                     | کلیسای مسیحی وست‌بروک              |
| ۹ اکتبر، ۲۰۰۱                    | آپ‌لند                            | ایالات متحده                     | دانشگاه تیلور                     |
| ۱۱ اکتبر، ۲۰۰۱                   | تولیدو                           | ایالات متحده                     | دانشگاه تولدو                     |
| ۱۲ اکتبر، ۲۰۰۱                   | دوبوک                            | ایالات متحده                     | کالج آدیتوریوم آماس بایبل         |
| ۱۳ اکتبر، ۲۰۰۱                   | ویلمور                           | ایالات متحده                     | کالج آسبری                        |
| ۱۴ اکتبر، ۲۰۰۱                   | نشویل                            | ایالات متحده                     | تیاتر بلکورت                      |
| ۱۵ اکتبر، ۲۰۰۱                   | نشویل                            | ایالات متحده                     | تیاتر بلکورت                      |
| ۱۶ اکتبر، ۲۰۰۱                   | لافیت                            | ایالات متحده                     | کلیسای دانشگاه پوردو              |
| ۱۸ اکتبر، ۲۰۰۱                   | بلومینگتون                       | ایالات متحده                     | شروود آکس کریستین                 |
| ۲۰ اکتبر، ۲۰۰۱                   | گرندرپیدز                        | ایالات متحده                     | کالج کالوین چپل                   |
| ۲۱ اکتبر، ۲۰۰۱                   | میلواکی                          | ایالات متحده                     | کراس‌رودز پریسبیترین               |
| ۲۲ اکتبر، ۲۰۰۱                   | نیو برایتن                       | ایالات متحده                     | مرکز تحصیلی اُشانسی                |
| ۲۳ اکتبر، ۲۰۰۱                   | سو فالز                          | ایالات متحده                     | دانشگاه سیوکس راکس                |
| ۲۵ اکتبر، ۲۰۰۱                   | کلرادو اسپرینگز                  | ایالات متحده                     | کلیسای وانگارد                    |
| ۲۶ اکتبر، ۲۰۰۱                   | بولدر                            | ایالات متحده                     | تیاتر فلت آیرنز                   |
| ۲۷ اکتبر، ۲۰۰۱                   | دنور                             | ایالات متحده                     | دانشگاه ردیس آدیتوریوم            |
| ۲۸ اکتبر، ۲۰۰۱                   | بوئنا ویستا                      | ایالات متحده                     | کلیسای باپتیست ماونتین‌هایت        |
| ۳۱ اکتبر، ۲۰۰۱                   | هتیزبرگ                          | ایالات متحده                     | کالج ویلیام کری (آدیتوریوم اسمیت) |
| ۱ نوامبر، ۲۰۰۱                   | گینزویل                          | ایالات متحده                     | تیاتر فلوریدا                     |
| ۲ نوامبر، ۲۰۰۱                   | تالاهاسی                         | ایالات متحده                     | آدیتوریوم لاتون چایلز             |
| ۴ نوامبر، ۲۰۰۱                   | اورلندو                          | ایالات متحده                     | بنیاد وسلی                        |
| ۹ نوامبر، ۲۰۰۱                   | وست پالم بیچ                     | ایالات متحده                     | کالج پالم بیچ آتلانتیک            |
| ۱۱ نوامبر، ۲۰۰۱                  | کلمسون                           | ایالات متحده                     | دانشگاه کلمسون                    |
| ۱۲ نوامبر، ۲۰۰۱                  | مونتگمری                         | ایالات متحده                     | ترین شد                           |
| ۱۳ نوامبر، ۲۰۰۱                  | آبرن                             | ایالات متحده                     | دانشگاه آبرن                      |
| ۱۶ نوامبر، ۲۰۰۱                  | کلمبیا                           | ایالات متحده                     | کلیسای باپتیست شندون              |
| ۱۷ نوامبر، ۲۰۰۱                  | الون                             | ایالات متحده                     | کلیسای فرست یونایتد متودیست الون  |
| ۱۸ نوامبر، ۲۰۰۱                  | هریسونبرگ                        | ایالات متحده                     | تیاتر کورت اسکویر                 |

## بازخورد
| بررسی انتقادی   | بررسی انتقادی |
| منبع            | رتبه‌بندی      |
| --------------- | ------------- |
| آل‌میوزیک        | [ ۳ ]         |
| بیلبورد         | مثبت          |
| کریستینیتی تودی | مثبت          |
| کراس ریدمز      | [ ۱۵ ]        |
| فانتوم تولبوت   | [ ۷ ]         |

کیتی هادسن در مجموع بازخورد مثبتی از سوی منتقدان موسیقی دریافت کرد. استفان توماس ارلواین از آل‌میوزیک به کیتی هادسن سه ستاره از پنج ستاره داد و افزود که با این آلبوم، هادسن «خیانت بسیار بزرگی به آلانیس موریست کرده‌است.» او همچنین متن بعضی از ترانه‌ها را دارای محتوای جنسی دانست و از آن‌ها به عنوان «جالب‌ترین چیزها» در آلبوم نام برد. او صدای کلی آلبوم را «به نوعی حمله‌گر، صدای بیش از حد دست‌کاری شده مانند بعضی از راکرهای CCM دانست که می‌خواهند معاصر بودن خود را اثبات کنند.» نویسندهٔ کریستینیتی تودی، راس بریمیر، نظری مثبت دربارهٔ کیتی هادسن داشت. او ترانه‌سرایی هادسن را «روشنگرانه و به خوبی با احساسات درآمیخته» توصیف کرد. او در ادامه هادسن را «استعدادی جوان» دانست و نسبت به شنیدن کارهای بیشتری از او در سال آینده ابراز انتظار کرد. تونی کامینگز از کراس ریدمز نیز، هادسن را یک «استعداد خوانندگی» دانست و به مردم پیشنهاد داد این آلبوم رو گوش کنند. اندی آرگیراکیس از فانتوم تولبوت با بیان اینکه هادسن در کلیسا پرورش یافته، گفت که او با این آلبوم «تسویه» کرده‌است، او همچنین ذکر کرد «درست است که او تنها یک خوانندهٔ پاپ سبک‌وزن است، اما سخت است که صداقت و بلوغ ترانه‌نویسی هادسن را نادیده بگیریم.»
از لحاظ تجاری، آلبوم موفقیتی کسب نکرد. از زمان انتشار، کیتی هادسن با فروش ۱۰۰ تا ۲۰۰ کپی، یک شکست تجاری برای رد هیل رکوردز بود.

## فهرست ترانه‌ها
اطلاعات از پشت جلد آلبوم کیتی هادسن استخراج شده‌اند.
| فهرست      | فهرست                       | فهرست                          | فهرست          | فهرست |
| شماره      | نام                         | نویسنده(ها)                    | تهیه‌کننده(ها)  | مدت   |
| ---------- | --------------------------- | ------------------------------ | -------------- | ----- |
| ۱.         | «به من اعتماد کن» ()        | کیتی هادسن، مارک دیکسن         | اُتو پرایس      | ۴:۴۶  |
| ۲.         | «سوراخ گوش» ()              | هادسن، تامی کالیر، برایان وایت | کالیر          | ۴:۰۶  |
| ۳.         | «دنبال من بگرد» ()          | هادسن، اسکات فیرکلاف           | کالیر          | ۵:۰۰  |
| ۴.         | «تماس آخر» ()               | هادسن                          | دیوید براونینگ | ۳:۰۷  |
| ۵.         | «دردهای در حال رشد» ()      | هادسن، دیکسن                   | براونینگ       | ۴:۰۵  |
| ۶.         | «هیولای خود من» ()          | هادسن                          | براونینگ       | ۵:۲۵  |
| ۷.         | «تف» ()                     | هادسن                          | پرایس          | ۵:۱۰  |
| ۸.         | «ایمان شکست نخواهد خورد» () | هادسن، دیکسن                   | پرایس          | ۵:۱۴  |
| ۹.         | «به‌طور طبیعی» ()            | هادسن، فیرکلاف                 | براونینگ       | ۴:۳۳  |
| ۱۰.        | «وقتی دیگر چیزی نمانده» ()  | هادسن                          | براونینگ       | ۶:۴۵  |
| مجموع مدت: | مجموع مدت:                  | مجموع مدت:                     | مجموع مدت:     | ۴۸:۱۱ |

## دست‌اندرکاران
برگرفته از از پشت جلد آلبوم کیتی هادسن
| اعضا - کیتی هادسن – ترانه‌سرا (۱–۱۰)، خواننده اصلی (۱–۱۰) - مارک استوارت – خواننده زمینه (۱) - مارک دیکسن – ترانه‌سرا (۱، ۵، ۸) - اُتو پرایس – تهیه‌کننده (۱، ۷، ۸)، سینث‌سایزر (۱، ۷، ۸)، باس (۱، ۴–۱۰)، پروگرمینگ (۱، ۷، ۸) - تامی کالیر – ترانه‌سرا (۲)، تهیه‌کننده (۲، ۳)، گیتار آکوستیک (۱)، مهندسی (۲، ۳) - برایان وایت – ترانه‌سرا (۲) - اسکات فیرکلاف – ترانه‌سرا (۲، ۹), کیبورد (۳) - دیوید براونینگ – تهیه‌کننده (۴–۶، ۹، ۱۰)، مهندسی (۴–۶، ۹)، کیبورد و پروگرمینگ (۴–۶، ۹، ۱۰)، بی-۳ (۷)، پیانو (۸) | محل ضبط - ولوِت الویس-نشویل، تنسی (۲–۶، ۹، ۱۰) - هاوس آو تام-کول سپرینگز، تنسی (۲، ۳) - ساوند کیچن-کول سپرینگز، تنسی (۳–۶، ۹، ۱۰) - کونگز کیج-فرانکلین، تنسی (۴–۶، ۹، ۱۰) |